# Thịnh Thành
Thịnh Thành là một xã thuộc huyện Yên Thành, tỉnh Nghệ An, Việt Nam.
Xã Thịnh Thành có diện tích 28,75 km², dân số năm 1999 là 6.355 người, mật độ dân số đạt 221 người/km².